# Waikiki
Waikiki (en hawaiano Waikīkī) es un barrio de Honolulú. Las famosas playas creadas por la mano del hombre y sus hoteles son mundialmente reconocidos. Waikiki pertenece a la ciudad y al condado de Honolulú en la isla de Oʻahu, en el estado de Hawái.

## Orígenes
A mediados y finales del siglo XIX, Waikiki sirvió como un retiro de vacaciones para la realeza del reino de Oahu que existía entonces en Hawái. Luego, a finales de ese siglo, Estados Unidos comenzó a darse cuenta de la importancia militar estratégica de las islas hawaianas, estableciendo así bases militares en Pearl Harbor y el centro de Oahu. Con la aparición del ejército estadounidense, el negocio del turismo comenzó a crecer en esa área.
Así se abrió el primer hotel en 1901 y desde entonces empezó a florecer allí el turismo con una interrupción entre 1941 y 1945 a causa de la Segunda Guerra Mundial.

## Actualidad
En este famoso barrio se concentran hoy en día el 90% de los hoteles de la capital, donde pueden encontrarse complejos con una amplia gama de gastronomías a todos los niveles y de un importante catálogo internacional. Además, ofrece una activa vida nocturna. Uno de los principales reclamos turísticos es la playa de Waikiki, de aguas cristalinas, arena blanca, cocoteros y surfistas todo el año. Esta playa no es una de las preferidas por los surfistas, ya que las olas rara vez alcanzan gran altura. Los surfistas experimentados eligen playas como North Shore con olas más altas.
A lo largo de sus dos avenidas principales Kalākaua y Kūhiō se disponen la mayoría de los edificios públicos, hoteles y comercios. Mientras que el sector que bordea el canal Alawai es mayormente residencial. Waikiki es prácticamente una península limitada por una parte por el océano y sus playas y la otra el canal descrito.
En su extremo oriental se encuentra el Kapiʻolani Park, primer parque público hawaiano, que además de zoológico y acuario cuenta con zonas de recreo, escenarios al aire libre, áreas deportivas y ambiente festivo.

## Etimología
El significado del nombre Waikiki es chorros de agua en la lengua hawaiana. Este nombre proviene de la época anterior a la colonización, en la que existían numerosos arroyos, estanques y vías de agua que separaban Waikiki del resto de la isla. La mayoría de ellos fueron drenados con posterioridad. La erosión costera desde entonces ha dañado sus playas quedando de las mismas pequeñas porciones hacia el oeste y hacia la zona del cráter volcánico Diamond Head (Hawái).

## Cultura popular
Waikiki es uno de los hoteles del juego de mesa Hotel.